# 貝斯特維爾 (加利福尼亞州)
貝斯特維爾（英語：Bestville）是位於美國加利福尼亞州錫斯基尤縣的一個非建制地區。該地的面積和人口皆未知。

## 地理
貝斯特維爾的座標為41°18′03″N 123°08′35″W / 41.30083°N 123.14306°W，而該地的平均海拔高度為677米（即2221英尺）。